# 超劇場版ケロロ軍曹
『超劇場版ケロロ軍曹』（ちょーげきじょうばんケロロぐんそう）は、日本のアニメーション映画。2006年3月11日に公開された、『ケロロ軍曹』初の映画作品。上映時間は約60分。同時上映は『まじめにふまじめ かいけつゾロリ なぞのお宝大さくせん』。平成18年度第10回文化庁メディア芸術祭アニメーション部門審査委員会推薦作品。

## 概要
2006年8月25日にDVD化され、一般に発売された。また、2007年3月4日に放送された『超特番☆ケロロ軍曹』で初めてテレビ放送された（ただしスタッフクレジットは主要キャストのみだった）。また、すでに台湾・香港・韓国の3か国で上映されている。
当作品を井上伸一郎は「信頼」をテーマにしたと語っていた。
当作と同時上映された映画作品『まじめにふまじめ かいけつゾロリ なぞのお宝大さくせん』から「ゾロリ」「イシシ」「ノシシ」がカメオ出演している。

## ストーリー
ある日ケロロは冬樹と大好きなガンプラを買いに出掛けるが、帰り道で不思議な祠に気付く。ひょんなことから祠に入ってしまうと、そこは不思議な空間が広がっていた。そこで壺の様な物をうっかり割ってしまうが、接着剤で何とか直す。だが大事なパーツを壺に付け忘れていた。それを見た二人は怖くなって逃げるように帰った。恐ろしいことが起こり始めていると言うことも知らずに。
その日からケロロたちに不思議なバツ印が付いた。印が付いた人はテレパシーが使えるらしい。人々はこれは新人類の誕生とし大いに喜んだ。ケロロはこれこそ侵略のチャンスと思い立ち、印をタママ・ギロロ・モアに付け、クルル曹長にテレパシー増幅マシーンを作るよう命じた。
しかしその後、人々は悪意の気持ちしか伝わらなくなってしまい、さらに近くにいる者の心の声が強制的に聞こえるようになってしまう。学校はおろか街中にまで影響が出始め、人間不信で引きこもる人が急増してしまった。夜になっても街中の電気が消えたまま。この異変に冬樹と夏美が気付き始めた頃、ケロロは増幅マシーンを使って侵略を開始しようとしていた。その時謎のケロン人ミララが土偶のような乗り物に乗って出現する。そして人々が引き篭もり出したのはキルルという、ケロン人が製造した最終古代兵器の影響だと冬樹たちに告げる。ミララによると、キルルに勝つには友情と信頼が必要不可欠だとのこと。この発言に対し、ケロロは友達同士である自分たちにはそれがあると言った。が、ミララがケロロの侵略兵器（増幅マシーン）のことを言い出したことで、ケロロ小隊と冬樹たちとの間には溝ができてしまう。そうこうしているうちに、人々のネガティブな感情をエネルギーとして吸収したキルルが巨大に成長して出現する。

## 登場人物・キャスト

### レギュラーキャラクター
- ケロロ軍曹：渡辺久美子
- 日向冬樹：川上とも子
- タママ二等兵：小桜エツ子
- ギロロ伍長：中田譲治
- クルル曹長：子安武人
- ドロロ兵長：草尾毅
- 日向夏美：斎藤千和
- 日向秋：平松晶子
- サブロー：石田彰
- 西澤桃華：池澤春菜
- アンゴル=モア：能登麻美子
- 東谷小雪：広橋涼
- 556：檜山修之
- ラビー：金田朋子
- 霜月やよい：谷井あすか
- 師走さつき：松浦チエ
- メロディーハニー：豊口めぐみ
- ナレーション：藤原啓治

### 劇場版のみの登場人物
キルル
声 - おぎやはぎ
「自動判別型究極侵略兵器【キルミラン】」の“実行する者”。謎の✕印を世界中の人々の額に付けて世界全体を不信感に変える。
ミララ
声 - 新垣結衣
自動判別型究極侵略兵器【キルミラン】の“審判を下す者”。初登場時は「古代兵器研究家」と素性を偽ってケロロたちの前に現れる。薄いピンクの体色が特徴で、おでこに○マーク、巫女風の着物、空中に浮くためのポックリを履いている。口癖は「いと〜」。土偶型のロボットに乗って移動するが使わなくても飛ぶことができる。
ピンク色の大型の鍵に変化することができ、ケロロと冬樹がキルルを封印するのに相応しいか見定める立場にもいる。冬樹とケロロの協力によってキルル本体が封印された時に、彼女も封印された。
ゾロリ、イシシ、ノシシ
声 - 山寺宏一（ゾロリ）
同時上映の別映画『まじめにふまじめ かいけつゾロリ なぞのお宝大さくせん』の主人公とその子分。額に×印を付けられた被害者として3人同時に登場する。なおセリフはゾロリのみに存在し、イシシとノシシは喋らない。
漫画家
声 - 古谷徹
秋の勤める会社「角山書店」の漫画家。
女子生徒
声 - 中未来（角川書店 少年エース）、小田和華奈（毎日小学生新聞）
冬樹、夏美のクラスにそれぞれいた二人の女子生徒。
- 指令：秋元羊介
- 店員：新垣樽助
- 男：増岡太郎

## 用語
自動判別型究極侵略兵器【キルミラン】
古代ケロン軍が開発した2人で1つの侵略兵器。ミララは審判を下す者、キルルが実行する者。
祠
帰り道にケロロが見掛けたキルルが封印されている祠。
真ん中に○と×が合わさった印が刻まれた石を祀っただけの外観を持つがワープ後、ジュラ紀のジャングルの真ん中に小さなドームが建っている。中に壁画が描かれており、キルル本体がケロン星から送られる場面から壷に封印されるまでの場面がある。
- 壷がケロン星から送られて来た場面が3つ
- キルルが恐竜を絶滅させている場面が4つ
- キルルが巨大化し無数に分裂をした場面が2つ
- ミララがキルルを封印している壁画が1つ（彼女の壁画を目撃した際に冬樹と夏美は驚愕した）
- アンゴル＝ティアによって壷に封印された場面が2つ

鍵
侵略する星の人間とされる人間が仲良くなった時、審判を下す者であるミララがキルルを再び封印するために変身するピンク色の大きな鍵。
本体の色はピンク色で、右側の穴に彼女の桃色のツインテールを結んだ髪飾りが一つだけ付けてある。彼女が言葉を発する度に青い珠の部分が発光する。ただし、変化するにはミルルに認められる必要性がある。
次々作『超劇場版ケロロ軍曹3』では、この古代ケロン人が残した負の遺産「キルミラン」が地球に3種類残っているということがクルルの口から言及される形で判明する。

## スタッフ
- 原作：吉崎観音（角川書店「月刊少年エース」連載）
- 企画：井上伸一郎、内田健二
- プロデューサー：渡辺啓之、大橋千恵雄
- TVリレーションシップス：紅谷佳和、実松照晃
- 監督・絵コンテ：近藤信宏（テレビシリーズでも3rdシーズンに山本裕介と交代して監督を務めている）
- 総監督：佐藤順一
- 演出：北村真咲
- 脚本：池田眞美子
- キャラクターデザイン・総作画監督：追崎史敏
- 作画監督：追崎史敏、中山初絵、新保卓郎、高橋真一、小栗寛子、工藤昌史、吉田大輔、糸島雅彦
- 動画検査：渡辺恵一、岡部実、岩長幸一
- 色彩設計：中里智恵
- 特殊効果：垣田由紀子
- 美術監督：駒田寛
- 撮影監督：福士享
- 音響監督：鶴岡陽太
- 音響制作：楽音舎
- 録音助手：五十嵐恵美
- 録音調整：椎原操志
- 音響制作担当：杉山好美
- 光化学リレコ：上田太士
- デジタル工学録音：西尾曻
- 編集助手：高橋歩、野川仁
- 編集：板部浩章
- 選曲：佐藤恭野
- 音響効果：蔭山満（フィズサウンドクリエイション）
- 音楽：鈴木さえ子、掛川陽介、本澤尚之
- 現像：IMAGICA
- タイミング：平林弘明
- オプチカル：柴田誠
- 音楽制作協力：ビクターエンタテインメント
- スペシャルサンクス：劇場版ゾロリエンターテイメント製作委員会
- 制作デスク：田村一彦
- 設定制作：轟大河
- 制作助手：香西千草
- 企画担当：尾崎雅之、阿久津理恵
- 3DCGプロデューサー：今西隆志、柴田英樹
- 3DCG制作デスク：大原昌典
- 3DCG設定制作：岩切泰助
- 3DCG制作事務：押本真理子
- 3DCG制作進行：金澤俊輔、江島求紀
- アニメーション制作 - サンライズ
- 「超劇場版ケロロ軍曹」製作委員会 - 角川書店、角川ヘラルド映画、サンライズ、テレビ東京、NAS

## 主題歌・挿入曲
- ケロロダンシング（主題歌）
  - 歌：おぎやはぎ / 作詞：秋元康 / 作曲・編曲：磯崎健史 / コーラス：toutou / レーベル：ソニー・ミュージック・ダイレクト
- 石ころの星（挿入曲・音楽のみ）
- VOICE OF LALAH（挿入曲）
  - 歌：潘恵子 / 作詞・作曲・編曲：鈴木さえ子・掛川陽介・本澤尚之

## ゲーム
『超劇場版ケロロ軍曹 演習だヨ!全員集合』は、バンダイより2006年3月16日に発売されたニンテンドーDS用アクションゲーム。

## 劇場版の宣伝
2006年3月9日放送分の『おはスタ』において映画版の告知のためケロロ・タママ・ギロロの3人の着ぐるみが登場した。
今までおはスタに登場した作品は基本的に小学館の雑誌（『月刊コロコロコミック』・『週刊少年サンデー』・『ちゃお』）関連のキャラクターしか出ていなかったが、今回初めて出版社（ただし、提供クレジットに角川ヘラルド映画が入っている）が別のアニメが取り上げられた。また、ケロロが出ると言うことでその日に限りスタジオに本来は番組内では取り上げないガンプラがおかれていた。

## 草案
この作品には原作者吉崎観音の書いた草案が存在する。その内容は、コミックス13巻に収録されている。劇場版との違いは以下の通り。
- キルルは地球に封じられていたのではなく、宇宙警察のミスで地球にたどり着いたとされている。

## 補足
- 本作の特集記事が書かれた九州ウォーカーのキャラクター紹介でクルルが「伍長」と誤表記されていた[要文献特定詳細情報]。
- 劇中に登場するジム・スナイパーカスタムVer.kaはこの作品のためだけにカトキハジメがデザインリファインしたものである（後にアニメ本編でも使用され、ガンダムフィックスフィギュレーションで商品化された）。